# 贺国英
贺国英（1949年—），河北肃宁人，汉族，中华人民共和国政治人物、  企業家、第十一届全国人民代表大会河北地区代表。
毕业于河北省肃宁县齐宁中学。加入中共，担任华斯股份公司董事长兼党支部书记。2008年起担任全国人大代表。